# Valadon (cratère)
Valadon est le nom d'un cratère d'impact présent sur la surface de Vénus.
Le cratère a ainsi été nommé par l'Union astronomique internationale en 1994 en hommage à l'artiste peintre française Suzanne Valadon.
Son diamètre est de 25,2 km. Il se situe dans la région du quadrangle de Mahuea Tholus (quadrangle V-49).